# Anak-ku Sazali
Anak-ku Sazali (Sazali Mein Sohn) ist ein singapurischer, malaiischsprachiger Schwarzweiß-Melodramafilm aus dem Jahr 1956, der von Phani Majumdar inszeniert und geschrieben wurde. Der Film handelt von der Liebe zwischen einem Mann und einer Frau, Träumen, die wahr werden können, und der extremen Liebe eines Vaters zu seinem Sohn. P. Ramlee spielt sowohl die erwachsene Vaterfigur Hassan als auch den verwöhnten Sohn Sazali Hassan.
Der Film Anakku Sazali gewann den Preis für den Besten Schauspieler für P. Ramlee und den Preis für den Besten Kinderdarsteller für Tony Castello beim 4. Asiatisch-Pazifischen Filmfestival 1957 in Tokio.

## Besetzung
- P. Ramlee: Hassan/Sazali (Doppelrolle)
- Zaiton: Mahani
- Rosnani Jamil: Rubiah
- Nordin Ahmad: Mansor
- Hashimah Yon: Rokiah
- Daeng Idris: Mr. Sulong, Schuldirektor
- Habsah Buang: Mansurs und Mahanis Mutter
- Malek Sutan Muda: Mansurs und Mahanis Vater
- Ibrahim Pendek: Sazalis Komplize
- S. Kadarisman: Bühnenschauspieler
- Siti Tanjung Perak: Einer der „nobles“
- Udo Omar: „nobles“-Besitzer
- Mustarjo: Aziz
- Mak Dara: Mak Timah
- Kemat Hassan: Lehrer Rahman
- Omar Suwita: Mitglied der Sazali-Gang
- Shariff Dol: Gangster-Big-Boss
- Tony Castello: junger Sazali
- Habibah Haron: junger Rokiah
- H. M. Busra
- H. M. Rohaizad
- Kassim Masdor
- Jins Shamsuddin